# Мокляк Максим Володимирович
Максим Володимирович Мокляк (народився 26 січня 1976 року в м. Кременчук Полтавської області) — виконувач обов'язків голови Державної фіскальної служби України (з 24 лютого 2015), тимчасовий виконувач обов'язків голови Державної фіскальної служби (з 23 березня 2015), директор Координаційно-моніторингового департаменту Державної фіскальної служби. Інспектор податкової та митної справи III рангу.

## Освіта
- Закінчив Київський національний університет імені Тараса Шевченка за спеціальністю «Економічна Кібернетика» (магістр з економіки).
- У 2001 році закінчив Стокгольмську школу економіки, отримав ступінь магістра бізнес адміністрування Executive MBA.
- У 2002 році здав кваліфікаційні іспити і отримав диплом з фінансового аналізу CFA (Chartered Financial Analyst).

## Кар'єра
З 1998 року — шведсько-український фонд прямих інвестицій WWACapital (аналітик, керівник проектів)
з 2001 року — інвестиційно-банківська компанія SARSCapital (віце-президент, партнер, керуючий директор);
з квітня 2014 — радник Міністра доходів і зборів України;
з жовтня 2014 — директор Координаційно-моніторингового департаменту Державної фіскальної служби України.
з 24 лютого 2015 — виконувач обов'язків голови Державної фіскальної служби України.